# Osmia xanthomelana
Osmia xanthomelana  (лат.) — вид пчёл рода осмии из трибы Osmiini семейства Мегахилиды. Европа.

## Распространение
Восточная Палеарктика: от Испании, Италии и Франции до Великобритании на севере ареала и на восток до европейской части России.

## Описание
Длина около 1 см. Основная окраска почти полностью чёрная, неблестящая. 1-й и 2-й тергиты в светлом опушении. Голова спереди и грудь с боков в чёрно-коричневых волосках. Срединное поле, в отличие от других членов подрода Melanosmia не матовое, а слабо блестящее. Щёки короткие. Парапсидальные бороздки точечные. Брюшная щётка самок тёмная, без светлых волосков. Брюшко самок и самцов чёрное. На 2-5-м тергитах чёткие светлые перевязи из волосков отсутствуют. Предпочитают сухие участки и цветы бобовых растений рода Hippocrepis.
Вид был впервые описан в 1802 году английским энтомологом Уильямом Кёрби (1759—1850) . Валидный статус вида был подтверждён в ходе ревизии неарктических таксонов рода американскими энтомологами Молли Райтмиер, Терри Грисволдом (Molly G. Rightmyer, Terry Griswold, USDA-ARS Bee Biology and Systematics Laboratory, Utah State University, Logan UT, США) и Майклом Ардусером (Michael S. Arduser, Missouri Department of Conservation, Миссури, США). Таксон Osmia xanthomelana близок к виду Osmia nigriventris (отличаясь окраской опушения и другими признаками), образуя с ним общую видовую группу xanthomelana species group, чьи таксоны характеризуются более или менее блестящей вентральной областью проподеального треугольника, апикально расширенными мандибулами у самок, и особенностями строения гонофорцепсов гениталий самцов.
- Osmia xanthomelana clarior  Tkalcu, 1983
- Osmia xanthomelana xanthomelana  (Kirby, 1802)